# Chapelle Notre-Dame d'Err
Pour les articles homonymes, voir église Sainte-Marie.
La chapelle Notre-Dame d'Err, appelée localement chapelle de la Vierge, est une église en partie romane située à Err, dans le département français des Pyrénées-Orientales. Un pèlerinage y a lieu chaque 2 juillet.

## Architecture
Elle est située à 30 m au sud de l'église paroissiale Saint-Génis et elle est inscrite au même titre monument historique depuis 1993.
Bien qu'une date gravée dans la chapelle indique une première consécration en l'an 934, les plus vieux éléments de l'édifice se trouvent dans la nef, voûtée en berceau d'ogive, et dans le chœur et remontent au XIIe siècle. Il y a deux chapelles latérales et un clocher du XVIIIe siècle, seul clocher de l'ensemble des deux églises. Une grille forgée et dorée sépare le chœur de la nef. Au fond, une chapelle annexe est venue remplacer l'ancienne abside, d'époque romane. Cette dernière chapelle est bâtie en 1730 sur le modèle des camarills destinés au culte de la Vierge : surélevée de quelques mètres, on y accède par des escaliers latéraux. La statue de la Vierge qui y est disposée est surmontée d'une coupole avec à son sommet une lanterne pour éclairer le tout.

## Mobilier
Elle comprend une statue en bois doré de Vierge à l'Enfant assise datant du XIIIe siècle, laquelle fait l'objet d'un pèlerinage annuel le 2 juillet. L'autel est protégée par une grille en fer forgé. La statue est classée monument historique au titre objet depuis 1908.
L'église comporte aussi une plaque de consécration en marbre datant de 934, dont la transcription gravée en latin est :

« + D NICE INCARNATIONIS ANNO DCCCCXXX INDICIONE IIII VENIENS VIR REVERENTISSIMUS DOMINUS RADULFUS S TE ENERRE PER INTERVENTU HAC SE IN GNO HISTORE F SB RO IBIQ SECRAVIL ECCL AS D C RE MARIAE S P VIRGINIS et OM IN S C OR S C I PETRI AP LI ER OM IN AP LOR V L I et MICHAELIS ARC G LT EPI ANNO OBIIT RAVULFUS ODDUNE K L S MADIR. »

 Cet objet est aussi classé monument historique depuis 1908. 

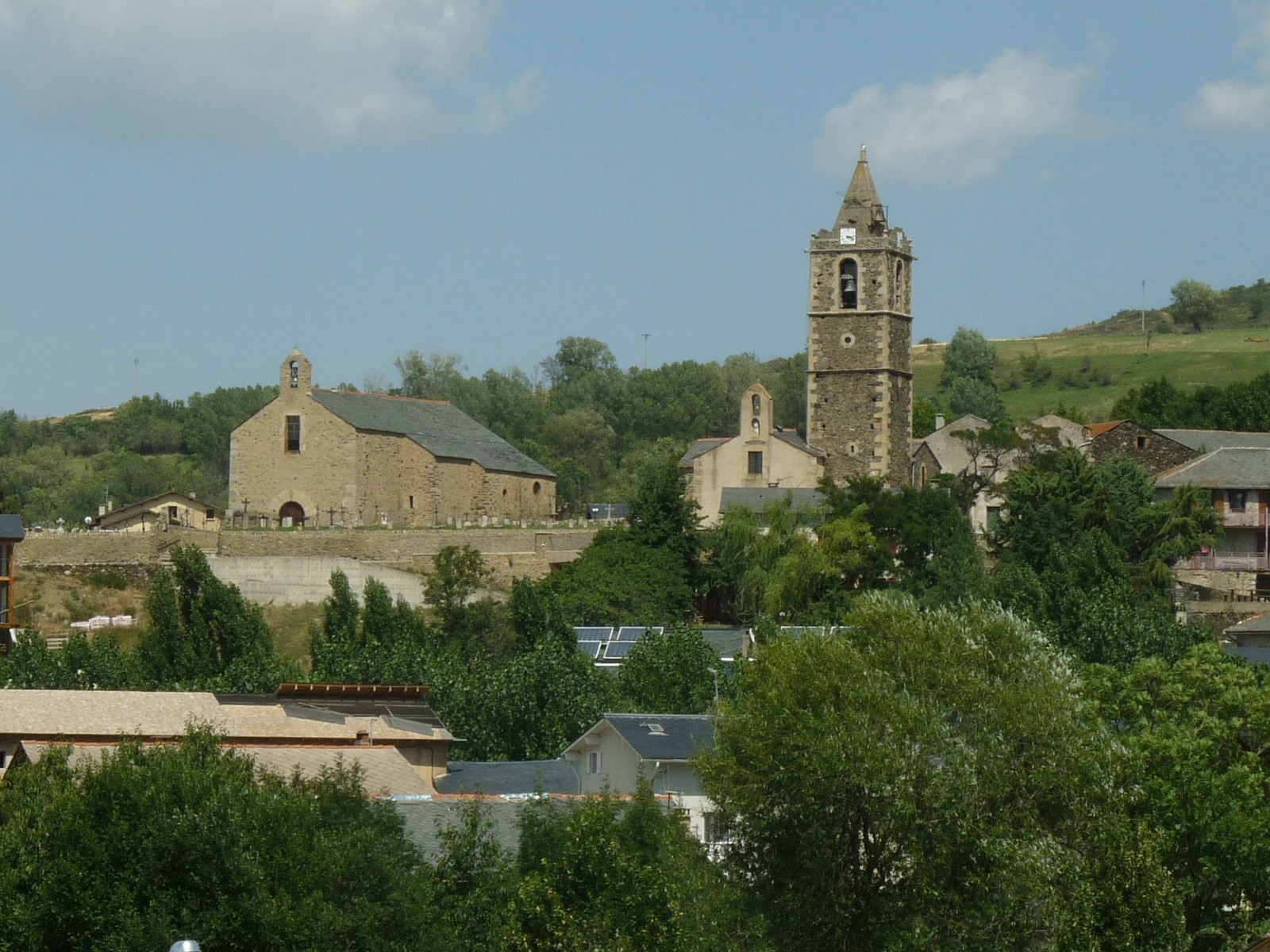
La chapelle et son clocher, à droite de l'église Saint-Génis
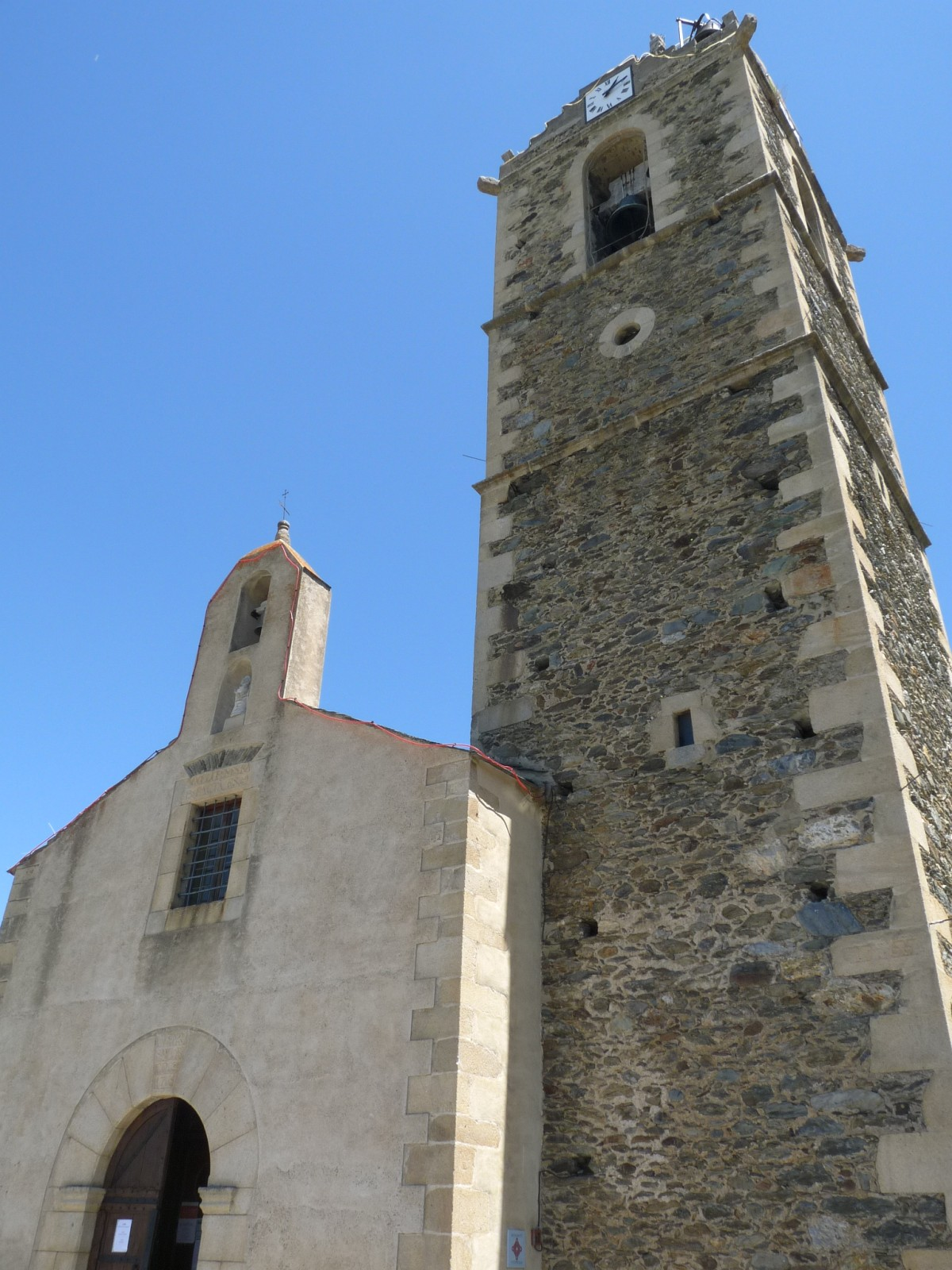
La façade et le clocher
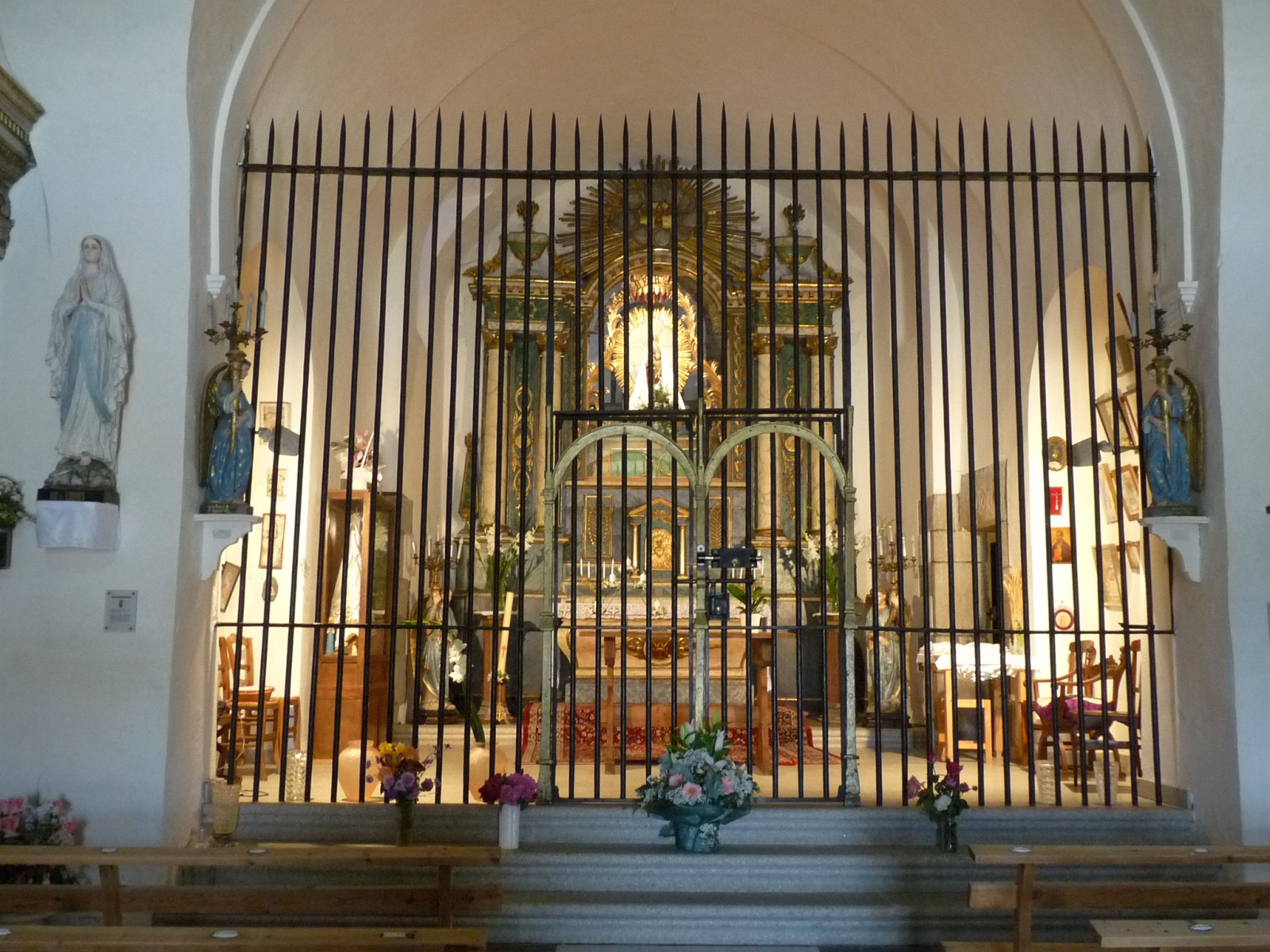
L'autel
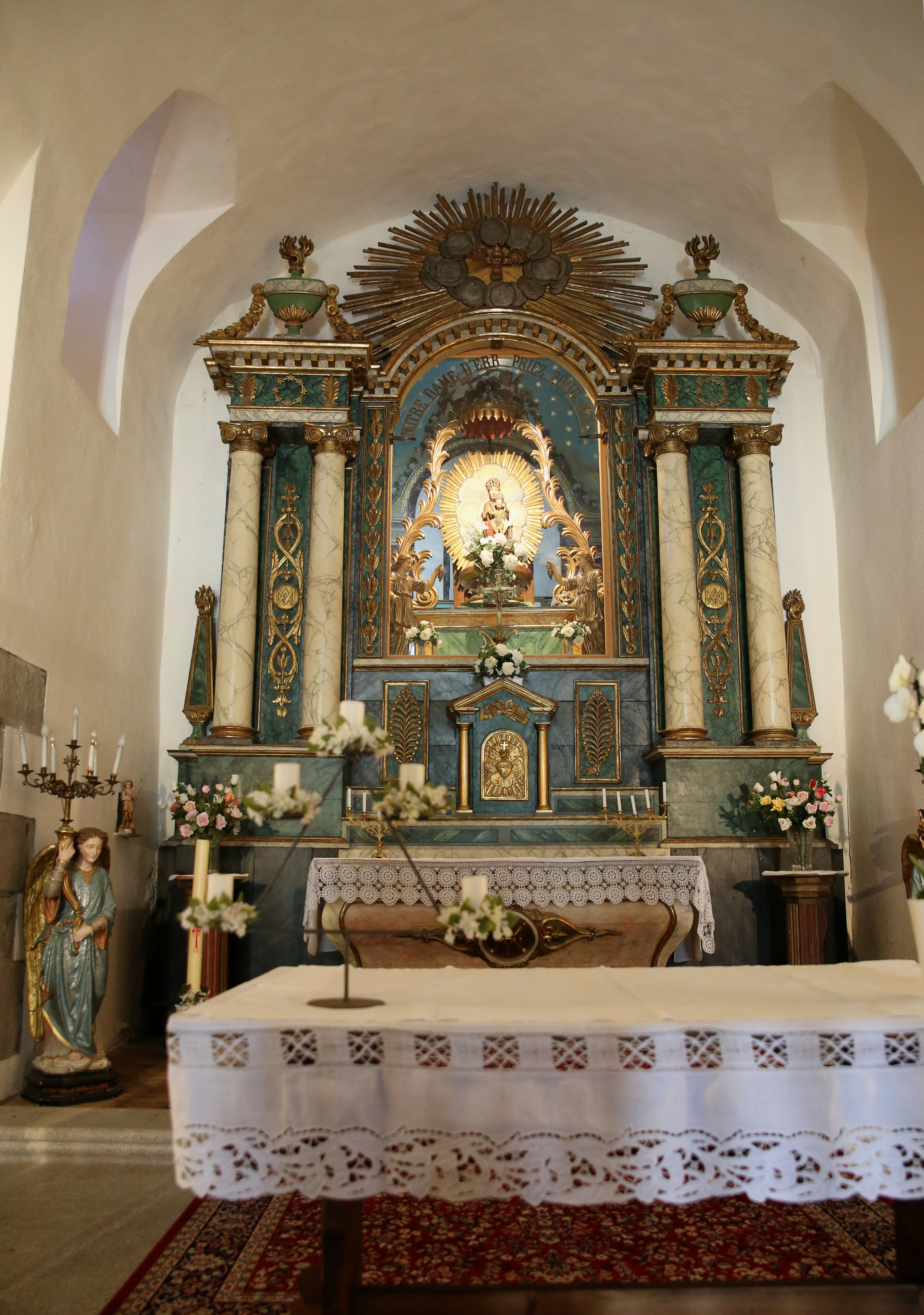
Le camarill
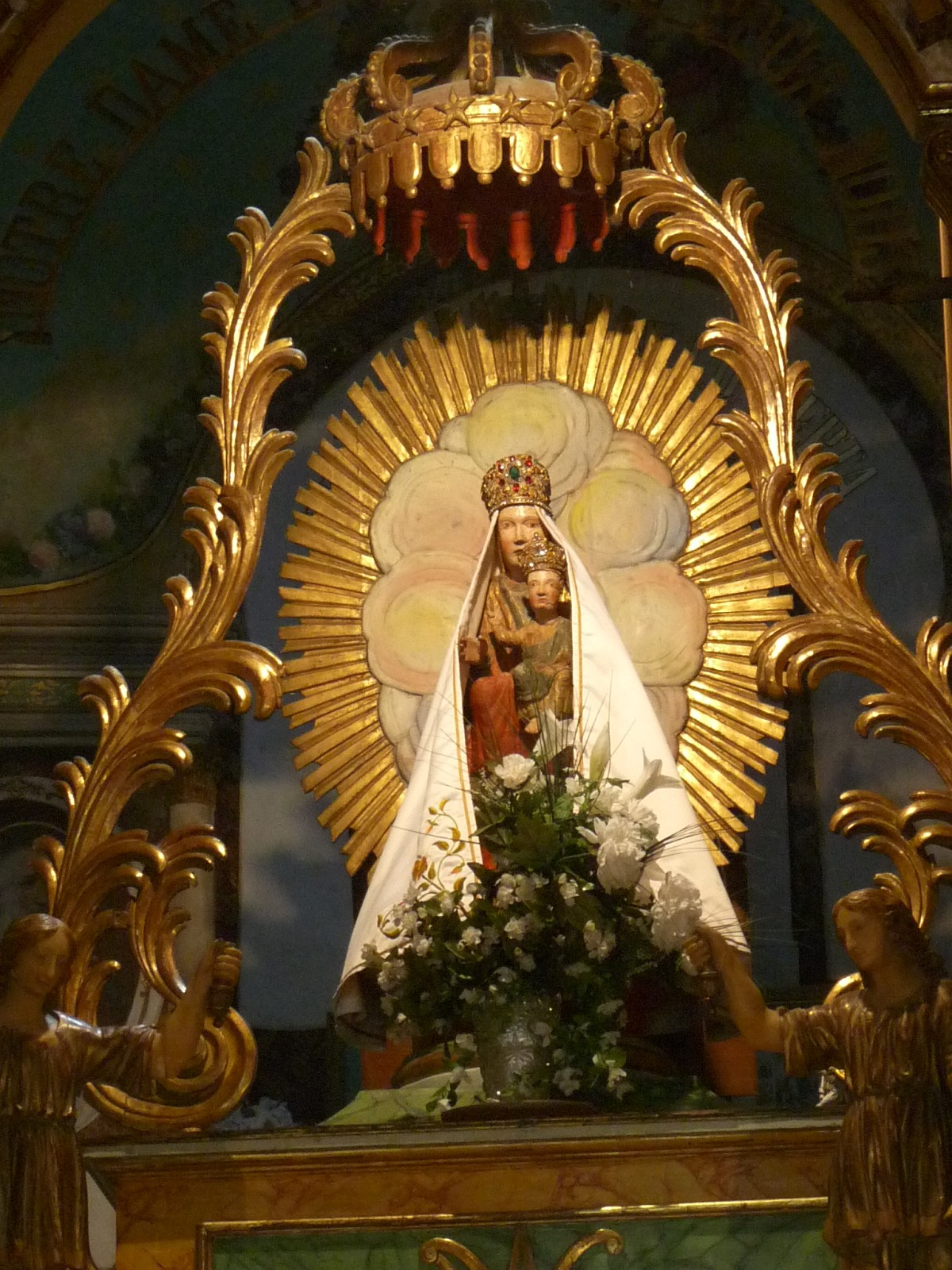
La statue de la Vierge